# 柿岡藩
柿岡藩（かきおかはん）は、常陸国新治郡柿岡（現在の茨城県石岡市柿岡）に存在した藩。居城は柿岡城。

## 藩史
寛永元年（1624年）、常陸国新治郡柿岡をはじめ、上野や下野において5000石の知行を領していた稲葉正勝は、常陸国真壁郡に5000石を加増されて1万石の大名となり、柿岡藩が立藩した。正勝の父は小早川秀秋に仕えた家老・稲葉正成。母は稲葉重通の養女・春日局で、正勝自身も徳川家光に仕えていたことから加増を受けたのである。
正成が寛永5年（1628年）に死去すると、正勝は家督と父の所領であった下野国真岡藩を継ぐこととなって真岡に移ったため、柿岡藩は廃藩となり、その所領は真岡藩に組み込まれた。

## 歴代藩主
稲葉家
1万石。譜代。
1. 正勝